# Batalla de Albesa
La batalla de Albesa fue un enfrentamiento armado que tuvo lugar en Albesa (provincia de Lérida, España) en el año 1003, entre los ejércitos de los condes Ramón Borrell de Barcelona y Ermengol I de Urgel y el ejército musulmán.
La batalla fue consecuencia de la reacción cristiana a la razia de Abd al-Malik al-Muzaffar, siendo el resultado de la misma desfavorable a los intereses cristianos.